# Pod"el'sk
Pod"el'sk è un centro abitato della Russia.